# كور بلاغ (مشكين شهر)
كور بلاغ هي قرية في مقاطعة مشكين شهر، إيران. عدد سكان هذه القرية هو 294 في سنة 2006.